# Distrito de Revúca
El distrito de Revúca (en eslovaco Okres Revúca) es una unidad administrativa (okres) de Eslovaquia Central, situado en la región de Banská Bystrica, con 40.879 habitantes (en 2003) y una superficie de 730 km².

## Demografía
| Año        | 1994   | 2004    | 2014    | 2024    |
| ---------- | ------ | ------- | ------- | ------- |
| Población  | 40 982 | 40 699  | 40 205  | 37 676  |
| Diferencia |        | −0,69 % | −1,21 % | −6,29 % |

| Año        | 2023   | 2024    |
| ---------- | ------ | ------- |
| Población  | 37 816 | 37 676  |
| Diferencia |        | −0,37 % |

## Ciudades
- Jelšava  3216
- Revúca (capital) 12 249
- Tornaľa 7252

## Municipios (población año 2017)
- Chvalová 201
- Chyžné 436
- Držkovce 582
- Gemer 887
- Gemerská Ves 990
- Gemerské Teplice 382
- Gemerský Sad 304
- Hrlica 77
- Hucín 934
- Kameňany 880
- Leváre 86
- Levkuška 241
- Licince 780
- Lubeník 1313
- Magnezitovce 475
- Mokrá Lúka 515
- Muráň 1229
- Muránska Dlhá Lúka 904
- Muránska Huta 192
- Muránska Lehota 204
- Muránska Zdychava 248
- Nandraž 280
- Otročok 320
- Ploské 68
- Polina 111
- Prihradzany 81
- Rákoš 424
- Rašice 122
- Ratková 613
- Ratkovské Bystré 338
- Revúcka Lehota 306
- Rybník 161
- Sása 206
- Sirk 1254
- Šivetice 379
- Skerešovo 229
- Turčok 295
- Višňové 70
- Žiar 137